# Скандальная жизнь с Ольгой Б.
«Скандальная жизнь с Ольгой Б.» — еженедельное ток-шоу, выходившее на телеканале «ТВ Центр». Ведущая — Ольга Бакушинская.
Программа выходила в эфир каждый вторник с повтором в воскресенье. Преимущественно в ней обсуждались злободневные социальные проблемы.
Первый эфир прошёл 13 марта 2007, последний — 6 июля 2010 (повтор 11 июля).
В 2007 телеканал «ТВ Центр» награждён специальным призом премии «ТЭФИ» «за попытку возрождения серьезного разговора в жанре ток-шоу». Помимо ток-шоу «Скандальная жизнь с Ольгой Б.» были отмечены программы «Народ хочет знать», «Сто вопросов к взрослому» и «Ничего личного».
В 2010 году формат и название программы изменились, ток-шоу стало выходить на «ТВ Центре» под названием «PRO жизнь».
В конце 2012 года Ольга Бакушинская прекращает сотрудничество с «ТВ Центром», и её программа на телеканале закрывается.